# The Last Alliance
The Last Alliance è il quinto disco in studio della gruppo musicale gothic metal finlandese Battlelore. La registrazione dell'album, affidata a Dan Swanö, è cominciata il 1º aprile 2008, al Sound Supreme Studios di Hämeenlinna in Finlandia ed andata avanti per circa quattro settimane. L'album è uscito il 24 settembre 2008.
La band ha affermato che il materiale presenta diverse novità ed un sound che si avvicina molto all'unione di Sword's Song e Evernight.
Il titolo fa riferimento all'Ultima Alleanza, presente nei libri de Il Signore degli Anelli di J. R. R. Tolkien.
È disponibile anche in una versione contenente il CD e un DVD con l'esibizione al Metal Female Voices Fest 2007 tenutosi in Belgio.
Il disco è stato nominato dalla webzine Metalstorm nella categoria Best atmospheric/symphonic metal album 2008.

## Tracce
1. Third Immortal - 04:45
2. Exile the Daystar - 04:57
3. The Great Gathering - 04:09
4. Guardians - 04:10
5. The Voice of the Fallen - 04:41
6. Daughter of the Sun - 06:22
7. Green Dragon - 03:52
8. Awakening - 05:05
9. Epic Dreams - 04:25
10. Moontower - 04:51
11. The Star of High Hope - 06:25

### Bonus DVD
1. Ghân of the Woods - 04:17
2. Ocean's Elysium - 04:18
3. Into the New World - 05·31
4. Buccaneer's Inn - 04:19
5. We Are the Legions - 03:50
6. House of Heroes - 04:31
7. Beneath the Waves - 05:11
8. Sons of Riddermark - 04:27

## Formazione
- Tomi Mykkänen - voce maschile
- Kaisa Jouhki - voce femminile
- Jussi Rautio - chitarra solista
- Jyri Vahvanen - chitarra ritmica
- Timo Honkanen - basso
- Henri Vahvanen - batteria
- Maria Honkanen - tastiere, flauto